# سیرل (اکلاهما)
سیرل(به انگلیسی: Cyril) شهری در ایالت اکلاهما کشور ایالات متحده آمریکا است که جمعیت آن در سرشماری سال ۲۰۱۰ میلادی، ۱٬۰۵۹ نفر بوده‌است.